# Cloverdale—Langley City
Circonscription électorale fédérale du Canada
Cloverdale—Langley City est une circonscription électorale fédérale de la Colombie-Britannique (Canada) située dans la région métropolitaine de Vancouver au sud-ouest de la province. Elle est créée lors du redécoupage électoral de 2012 et représentée pour la première fois lors des élections générales de 2015. Elle comprend la ville de Langley et une partie de la ville de Surrey. 
Lors du redécoupage électoral de 2022, la circonscription perd une partie de son territoire au profit de Fleetwood—Port Kells, Langley Township—Fraser Heights et Surrey—Newton.
Depuis le redécoupage de 2022, les circonscriptions limitrophes sont
- au nord : Fleetwood—Port Kells
- à l'est : Langley Township—Fraser Heights
- au sud-est : Abbotsford—Langley-Sud
- au sud : Surrey-Sud—White Rock
- à l'ouest : Surrey—Newton[5].

## Députés
| Législature | Années       | Député | Député        | Parti        |
| --- | ------------ | ------ | ------------- | ------------ |
| Cloverdale—Langley City issue d'une partie de Fleetwood—Port Kells, Langley et Surrey-Sud—White Rock—Cloverdale |              |        |               |              |
| 42e | 2015–2019    |        | John Aldag    | Libéral      |
| 43e | 2019–2021    |        | Tamara Jansen | Conservateur |
| 44e | 2021–2024    |        | John Aldag    | Libéral      |
| 44e | 2024-présent |        | Tamara Jansen | Conservateur |